# Гао (област)
Гао е една от 8-те области на Мали. Разположена е в източната част на страната и граничи с Нигер. Столицата ѝ е град Гао, площта 170 572 км², а населението (по преброяване от 2009 г.) е 542 304 души. В областта живеят много етнически групи – Сонгаи, Бозо, Туареги, Бамбанта и Кунта.